# Стецько Богдан Теодорович
Богдан Теодорович Стецько (30 серпня 1943, м. Львів, Україна — 26 серпня 2020, м. Тернопіль, Україна) — український драматичний актор. Батько Ірини Складан.

## Життєпис
Богдан Стецько народився 30 серпня 1943 року в місті Львові Львівської области України.
Закінчив театральну студію при Львівському драмтеатрі. Працював актором в Тернопільському музично-драматичному театрі (1968—2020).
Помер 26 серпня 2020 року в Тернополі.

## Творчість
Зіграв більше 150 ролей, серед них:
- Гриць («У неділю рано зілля копала» за Кобилянською),
- Семен («Дай серцю волю…» Кропивницького),
- Гнат («Безталанна» Карпенка-Карого),
- Михайло («Земля» за Кобилянською),
- Чацький («Горе з розуму» Грибоєдова),
- Буслай («Поріг» Дударєва),
- Любомир («Ціною любові» О. Корнієнка),
- Марко («Мати-наймичка» Тогобочного),
- Антон («Пам’ять серця» Корнійчука),
- Олег («Не кидай мене в дорозі» Мушкетика),
- Владислав («Цар Іван Шишман» К. Зидарова),
- Мустафа («Роман Міжгір’я» П. Т. Ластівки за І. Ле),
- Крицевий («Спасибі тобі, моє кохання!» Коломійця),
- Адвокат («Філумена Мартурано» Е. де Філліпо),
- Василь («Роксолана» за П. Загребельним),
- Бальтазар («Одруження» Гоголя),
- Поштмейстер («Ревізор» Гоголя),

Фільмографія
- Іван та кобила
- Вишневі ночі (1992, епізод)
- Дай серцю волю — заведе в неволю | Дай серцеві волю, заведе в неволю (1971, фільм-спектакль).

## Нагороди та відзнаки
- Заслужений артист УРСР (1980).